# 梶原佐里
梶原 佐里（かじわら さおり）は、日本のジャーナリストでNHK報道局国際部記者。

## 経歴
2010年（平成22年）4月1日、NHKに入局。徳島放送局、大阪放送局、報道局経済部記者を経て、2020年（令和2年）より報道局国際部に配属。